# Maravilha
Maravilha este un oraș în statul Alagoas (AL) din Brazilia.